# WSW Inception
O WSW Inception foi o primeiro evento de wrestling profissional realizado pela companhia World Stars of Wrestling. Aconteceu no dia 28 de Setembro de 2008 no Pavilhão José Afonso em Grândola, Portugal. Devido a alterações na programação da World Stars of Wrestling, este evento, que era para ser originalmente conhecido como WSW Wrestling Total ao Vivo e era suposto ser o segundo evento da liga, foi apresentado como WSW Inception.
O programa repercutiu bem na Espanha e em Portugal, países onde foram transmitidos o evento. Agora, a WSW passa a ter união com a Associação Portuguesa de Wrestling (APW), formando assim o conjunto mais forte de Portugal.

## Resultados
| # | Luta | Estipulações                                  |
| - | --- | --------------------------------------------- |
| 1 | Joe. E Legend e Shannon Moore derrotaram Mad Dog, Iceborg, Ultra Psycho, Arte-Gore, Eric Schwarz, Jody Fleisch, Juan Casanova, Andy Simmonz e Gabriel DeRose | Rumble for the Gold match                     |
| 2 | Seth Bolliger derrotou Gabriel DeRose | Singles match                                 |
| 3 | Juan Casanova derrotou Mad Dog (c) | Singles match pelo Campeonato Nacional da APW |
| 4 | Jody Fleisch derrotou Andy Simmonz e Eric Schwarz | 3-Way Dance                                   |
| 5 | Iceborg derrotou Ultra Physco | Singles match                                 |
| 6 | Shannon Moore derrotou Joe E. Legend | Singles match pelo WSW World Championship     |

### Rumble for the Gold match
| Entrada | Lutador        | Tempo da entrada | Eliminado por |
| ------- | -------------- | ---------------- | ------------- |
| 1       | Joe E. Legend  | 00:00            | -             |
| 2       | Mad Dog        | 00:00            | Joe E. Legend |
| 3       | Iceborg        | 00:46            | Joe E. Legend |
| 4       | Ultra Psycho   | 02:00            | Eric Schwarz  |
| 5       | Arte-Gore      | 03:05            | Mad Dog       |
| 6       | Eric Schwarz   | 04:37            | Jody Fleisch  |
| 7       | Shannon Moore  | 05:52            | -             |
| 8       | Jody Fleisch   | 07:03            | Shannon Moore |
| 9       | Juan Casanova  | 08:24            | Shannon Moore |
| 10      | Andy Simmonz   | 10:05            | Jody Fleisch  |
| 11      | Gabriel DeRose | 11:30            | Juan Casanova |